# Gabriel Moiceanu

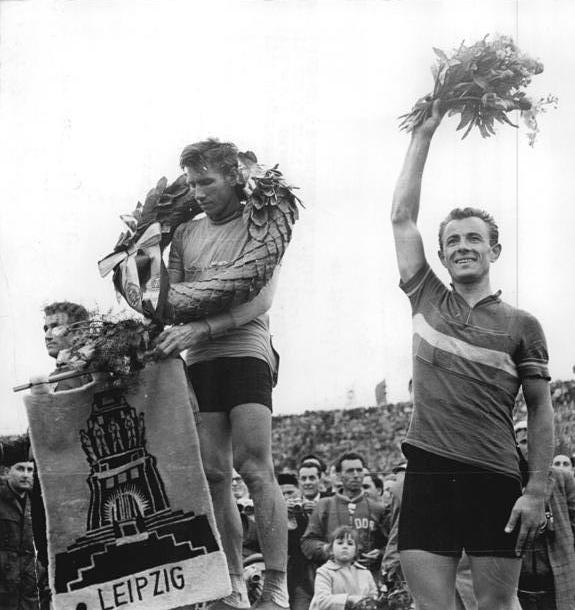
Pe locul 3 la Cursa Păcii (1961)

Gabriel Moiceanu (n. 12 august 1934, Câmpulung, Muscel, România) este un fost ciclist român care a participat la cursele de la Jocurile Olimpice de vară din 1960 (nu a ajuns la finiș) și 1964 (locul 57). În 1964  a ajuns pe locul șase cu echipa României.
A participat la Cursa Păcii în anii 1956, 1958, 1959, 1961, 1962 și 1964 și a câștigat o etapă în 1959 și 1964. În 1958, a cucerit Turul Ciclist al României, iar în 1968 a ieșit pe locul doi la Tour du Maroc.

## Principalele reușite
- 1955 Locul 4, etapa 9, Cursa Păcii, Cottbus (Brandenburg), Republica Democrată Germană[5]
- 1955 Locul 9, etapa 11, Cursa Păcii, Katowice (Śląskie), Polonia[6]
- 1956 Locul 2, Turul României.
- 1956 Locul 3, etapa 10, Cursa Păcii, Tabor (Mazowieckie), Polonia
- 1956 Locul 21, clasament general, Cursa Păcii, Praga (Pardubicky Kraj), Cehoslovacia
- 1957 Locul 1, Campionatul Național, șosea, România
- 1958 Locul 1, Turul României,
- 1958 Locul 3, etapa 4, Cursa Păcii, Wrocław (Dolnośląskie), Polonia
- 1958 Locul 9, etapa 8, Cursa Păcii, Chemnitz (Sachsen), Republica Democrată Germană
- 1958 Locul 4, etapa 12, Cursa Păcii, Praga (Pardubicky Kraj), Cehoslovacia
- 1959 Locul 2, clasament general, Turul României
- 1959 Locul 8, etapa 1, Cursa Păcii, Berlin, Republica Democrată Germană
- 1959 Locul 3, etapa 3, Cursa Păcii, Lipsk (Sachsen), Republica Democrată Germană
- 1959 Locul 6, etapa 4, Cursa Păcii, Chemnitz (Sachsen), Republica Democrată Germană
- 1959 Locul 4 etapa 6, Cursa Păcii, Praga (Pardubicky Kraj), Cehoslovacia
- 1959 Locul 1, etapa 13, Cursa Păcii, Varșovia (Mazowieckie), Polonia[7]
- 1960 Locul 2, clasament general, GP de l’Humanité, Marseille (Provence-Alpes-Cote d’Azur), Franța
- 1961 Locul 2, clasament general, Turul României
- 1961 Locul 1, etapa 3, Cursa Păcii, Swiecie (Kujawsko-Pomorskie), Polonia[8]
- 1961 Locul 3, etapa 8, Cursa Păcii, Lipsk (Podlaskie), Polonia
- 1962 Locul 1, etapa 1, GP de l’Humanité, Marseille (Provence-Alpes-Cote d’Azur), Franța
- 1962 Locul 1, etapa 2, GP de l’Humanité, Marseille (Provence-Alpes-Cote d’Azur), Franța
- 1962 Locul 1, clasament general, GP de l’Humanité, Marseille (Provence-Alpes-Cote d’Azur), Franța
- 1962 Locul 5, etapa 1, Cursa Păcii, Berlin, Republica Democrată Germană
- 1962 Locul 3, etapa 7, Cursa Păcii, Brno (Jihomoravsky Kraj), Cehoslovacia
- 1962 Locul 6, clasament general, Cursa Păcii
- 1963 Locul 1, clasament general, GP de l’Humanité, (Marseille (g)), Marseille (Provence-Alpes-Cote d’Azur), Franța
- 1963 Locul 3, etapa 1, Tour of Britain, (Milk Race), Nottingham, Marea Britanie
- 1963 Locul 3, etapa 2, Tour of Britain, (Milk Race), Cheltenham (Gloucestershire), Marea Britanie
- 1964 Locul 1, etapa 3, Cursa Păcii, Wrocław (Dolnośląskie), Polonia[9]
- 1964 Etapa 8, etapa 7, Cursa Păcii, Erfurt (Thüringen), Republica Democrată Germană
- 1964 Locul 7, etapa 9, Cursa Păcii, Republica Democrată Germană
- 1964 Locul 5, etapa 12, Cursa Păcii, Pardubice (Pardubicky Kraj), Cehoslovacia
- 1964 Locul 2, etapa 13, Cursa Păcii, Ceské Budéjovice (Jihocesky Kraj), Cehoslovacia
- 1964 Locul 12, clasament general, Cursa Păcii, Praga (Pardubicky Kraj), Cehoslovacia
- 1964 Locul 3, etapa 11, Tour de Tunisie, Tunisia
- 1964 Locul 4, clasament general, Tour de Tunisie, Tunisia
- 1964 Locul 57, Jocurile Olimpice, șosea, Tokio, Japonia
- 1965 Locul 6, etapa 9, Cursa Păcii, Svit (Presov), Cehoslovacia
- 1966 Locul 3, clasament general, GP de l’Humanité, Marseille (Provence-Alpes-Cote d’Azur), Franța
- 1966 Locul 2, National Championship, Road, Elite, România
- 1967 Locul 1, etapa 8, Turul României
- 1967 Locul 6, etapa 6, Cursa Păcii, Berlin, Republica Democrată Germană
- 1967 Locul 8, etapa 7, Cursa Păcii, Lipsk (Sachsen), Republica Democrată Germană
- 1967 Locul 10, etapa 14, Cursa Păcii, Hradec Kralove (Kralovehradecky Kraj), Cehoslovacia
- 1967 Locul 11, clasament general, Cursa Păcii, Prague-Vinohrady (Stredocesky Kraj), Cehoslovacia
- 1968 Locul 2, clasament general, Tour du Maroc, Larache (Tanger-Tetouan), Maroc